# Wettswil am Albis
Wettswil am Albis é uma comuna da Suíça, no Cantão Zurique, com cerca de 4.074 habitantes. Estende-se por uma área de 3,77 km², de densidade populacional de 1.081 hab/km². Confina com as seguintes comunas: Aesch bei Birmensdorf, Birmensdorf, Bonstetten, Stallikon.
A língua oficial nesta comuna é o Alemão.